# Rio Elba

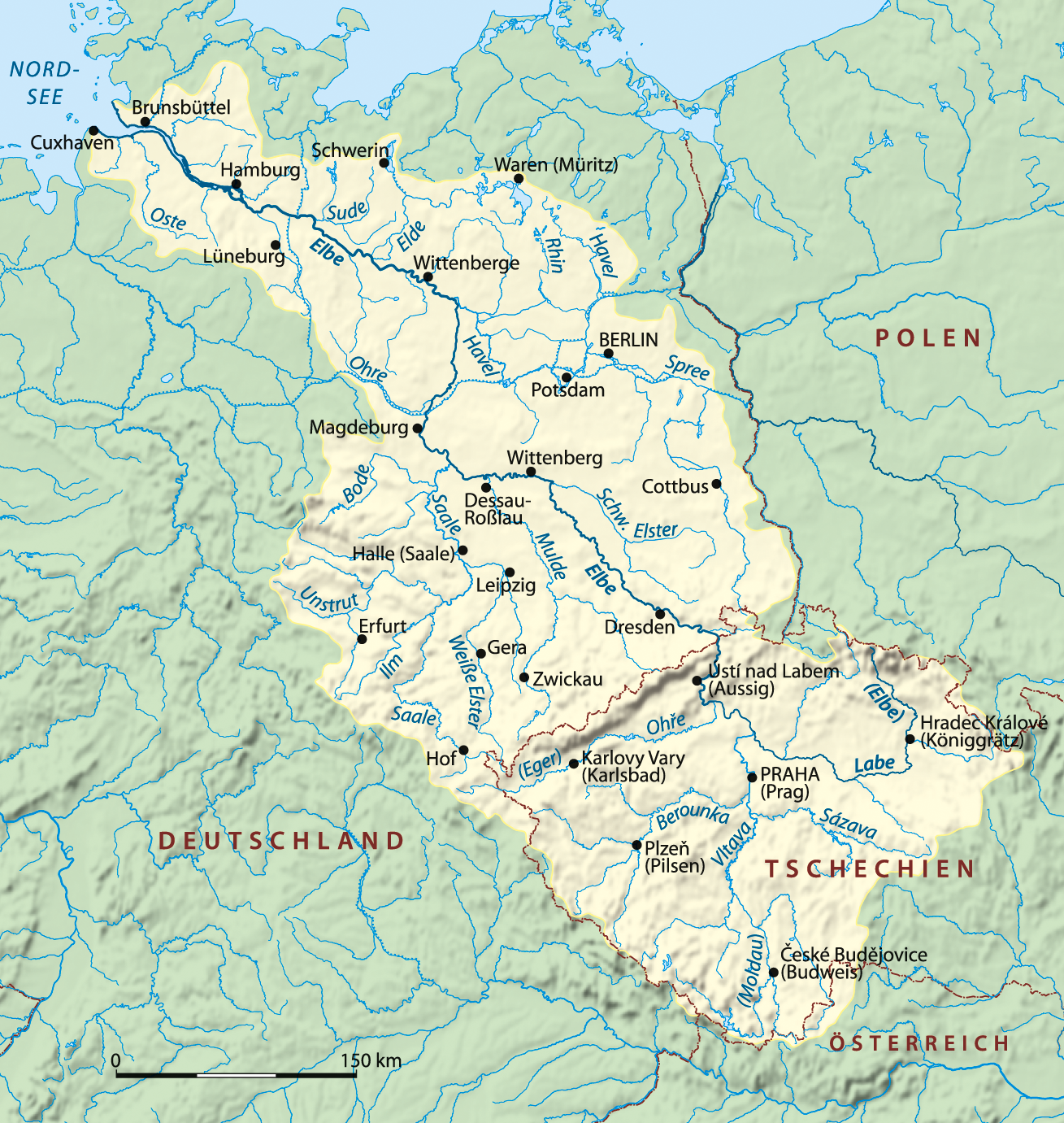
Mapa do percurso do rio Elba.

O rio Elba (em alemão:  Elbe, em tcheco/checo:  Labe, em polonês/polaco: Łaba), é um rio da Europa central que nasce na República Checa a 1386 m de altitude e que, dirigindo-se no sentido noroeste, deságua no mar do Norte, em Cuxhaven, na Alemanha, percorrendo uma extensão total de 1 165 km. É o 12º rio mais longo da Europa, estando entre os 130 rios mais longos do mundo. Seu território de drenagem é de 148 000 km².
O Elba marcou, durante a divisão da Alemanha até 1990, a divisa entre os dois estados alemães. Apesar de grande poluição por metais pesados e efluentes químicos na década de 1990, hoje se considera um rio bastante natural, particularmente nas suas alturas médias, considerando-se que é um rio da Europa Central.

## Percurso do rio

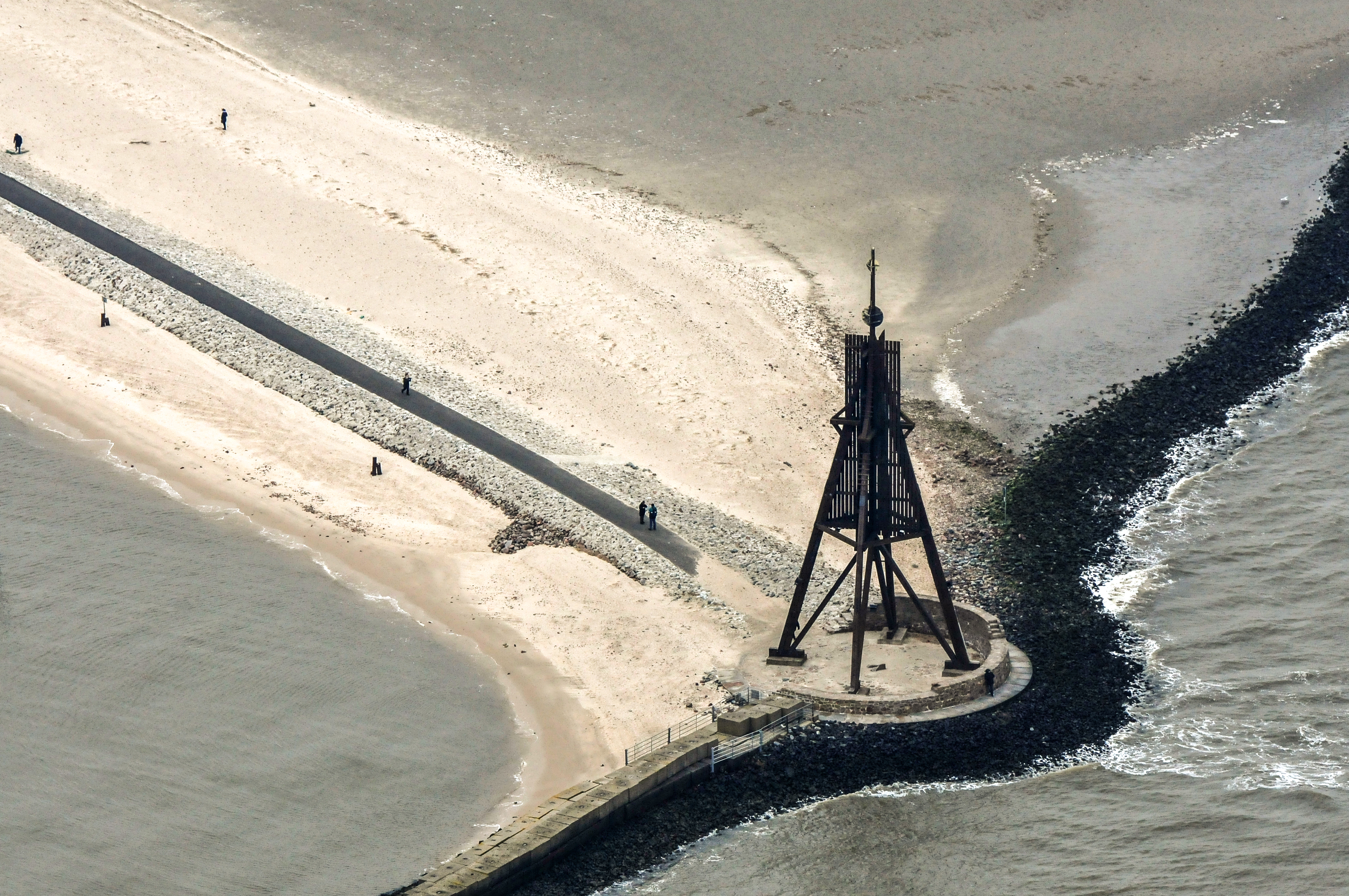
A Kugelbake vista do alto, localizada em Cuxhaven, Alemanha. Fotografia aérea registrada durante o curso de voo fotográfico em fevereiro de 2013.

### Alto Elba
O rio Elba nasce nas montanhas Krkonoše (Riesengebirge) e percorre a região Norte da República Checa em direcção ao Sul. Perto da cidade de Pardubice, vira a Oeste e pouco depois a Noroeste, que depois é sua direcção principal, com poucas excepções. Perto da cidade de Mělník, o rio afluente mais longo e de maior caudal, o Moldava, deságua no rio Elba, do lado esquerdo. Perto de Litoměřice, o rio se dirige ao Norte e, depois de passar pela cidade de Děčín, sai da República Checa. A parte alemã do alto Elba é muito pequena: depois de passar por Dresden, a declividade diminui e, perto de Riesa ou Torgau, o rio passa em suas altitudes médias.

### Médio Elba
O rio nas suas alturas médias continua a percorrer em direcção Noroeste, passando por Magdeburgo, onde vira a Norte. Depois de se unir com o rio Havel, o rio afluente mais longo do lado direito, o rio passa a continuar a Noroeste. Pouco antes de atingir Hamburgo, o rio passa em baixas altitudes.

### Baixo Elba
Em Hamburgo, o rio forma um delta interior, separando-se nos Elba do Norte e Elba do Sul, para um trecho de uns 15 km. Neste trecho fica o porto de Hamburgo, o maior da Alemanha. Embora o mar do Norte ainda fique a 100 km, esta região tem grande influência marítima - já se podem perceber as forças da maré, por exemplo. Depois do delta interior, os dois braços se reúnem e o rio passa em uma grande foz, cuja abertura, entre Cuxhaven e Dithmarschen, é de 15 km.

## Etimologia
Aparece pela primeira vez em latim como Albis, o nome Elba significa "rio" ou "leito" e nada mais é do que a versão antiga do alemã da palavra albiz encontrada noutras partes germânicas, cf. Em língua nórdica antiga o nome para rio é Elfr, sueco älv "rio", inglês antigo Ielf nome do rio, e do Médio Baixo alemão elve "leito".
1. ↑  «Rio Elba | Infopédia»